# I Do Not Want What I Haven't Got
| Recensione                    | Giudizio       |
| ----------------------------- | -------------- |
| AllMusic                      |                |
| Encyclopedia of Popular Music |                |
| Entertainment Weekly          | A              |
| Los Angeles Times             |                |
| Ondarock                      | Pietra miliare |
| Q                             |                |
| Robert Christgau              | B+             |
| Rolling Stone                 |                |
| Slant Magazine                |                |

I Do Not Want What I Haven't Got è il secondo album della cantante irlandese Sinéad O'Connor, pubblicato il 20 marzo 1990.
L'album è stato inserito nella classifica di Rolling Stone dei 500 migliori album di tutti i tempi, alla posizione numero 406.

## Il disco
L'album è diventato famoso grazie principalmente a Nothing Compares 2 U, rivelatosi uno dei singoli più venduti in assoluto durante il 1990. Il brano era un riadattamento di un pezzo scritto da Prince qualche anno prima. Sinéad O'Connor interpretò le parole del testo riflettendo sulla morte prematura della madre avvenuta in un incidente automobilistico nel 1985.
Il brano I Am Stretched on Your Grave è la versione musicata di una poesia di anonimo irlandese del diciassettesimo secolo, originariamente scritta in gaelico e composta in musica da Philip King nel 1979. La prima traccia dell'album, Feel So Different, si apre con la preghiera della serenità di Reinhold Niebuhr.
Il disco venne premiato con il primo Grammy Award al miglior album di musica alternativa nel 1991, tuttavia la cantante si rifiutò di ritirare il premio.

## Tracce
1. Feel So Different – 6:47 (Sinéad O'Connor)
2. I Am Stretched on Your Grave – 5:33 (Traditional)
3. Three Babies – 4:47 (O'Connor)
4. The Emperor's New Clothes – 5:16 (O'Connor)
5. Black Boys on Mopeds – 3:53 (O'Connor)
6. Nothing Compares 2 U – 5:10 (Prince)
7. Jump in the River – 4:12 (O'Connor, Marco Pirroni)
8. You Cause as Much Sorrow – 5:04 (O'Connor)
9. The Last Day of Our Acquaintance – 4:40 (O'Connor)
10. I Do Not Want What I Haven't Got – 5:47 (O'Connor)

## Crediti
- Sinéad O'Connor: voce, chitarre, tastiere, percussioni, arrangiamento, produzione
- Nellee Hooper: produzione
- Chris Birkett, Sean Devitt: produzione, ingegneria del suono
- Marco Pirroni: chitarra elettrica
- David Munday: chitarra acustica, pianoforte
- Andy Rourke: chitarra acustica, basso
- Jah Wobble: basso
- John Reynolds: batteria
- Steve Wickham: violino
- Philip King: voce, arrangiamento melodico
- Nick Ingman: direzione orechestra, arrangiamento strumenti a corda
- Karl Wallinger: arrangiamento
- Dave Hoffman, Dominique Leringoleur: fotografia
- John Maybury: copertina

## Classifiche
| Classifica (1990) | Posizione massima |
| ----------------- | ----------------- |
| Australia         | 1                 |
| Austria           | 1                 |
| Canada            | 1                 |
| Germania          | 1                 |
| Italia            | 1                 |
| Norvegia          | 1                 |
| Nuova Zelanda     | 1                 |
| Paesi Bassi       | 1                 |
| Regno Unito       | 1                 |
| Stati Uniti       | 1                 |
| Svezia            | 1                 |
| Svizzera          | 1                 |